# Tobias Schenke
Tobias Schenke (* 27. März 1981 in Rüdersdorf bei Berlin) ist ein deutscher Schauspieler.

## Leben
Tobias Schenke wuchs in Kleinmachnow auf. Er war während seiner Jugend ein Punk. Da Musik für ihn immer im Vordergrund stand, hatte er zunächst kein Interesse an der Schauspielerei. Im Alter von 12 Jahren wurde er auf dem Schulhof von einer Agentin entdeckt und feierte 1993 sein Leinwanddebüt. Seine Familie war mit Wolf Biermann und der Familie von Eva-Maria Hagen bekannt und auch ein Ziel der Staatssicherheit. Durch seine Kontakte im Schauspielumfeld war es ihm möglich, schnell in der Branche Fuß zu fassen. Die Schauspielschule brach er nach kurzer Zeit ab.
Bekannt wurde Tobias Schenke durch seine Rolle als Florian in Harte Jungs.
2003 machte er auch einen kurzen Abstecher ins Popmusik-Geschäft. Zusammen mit dem Sänger Adel Tawil nahm er den Titel Niemand hat gesagt auf.

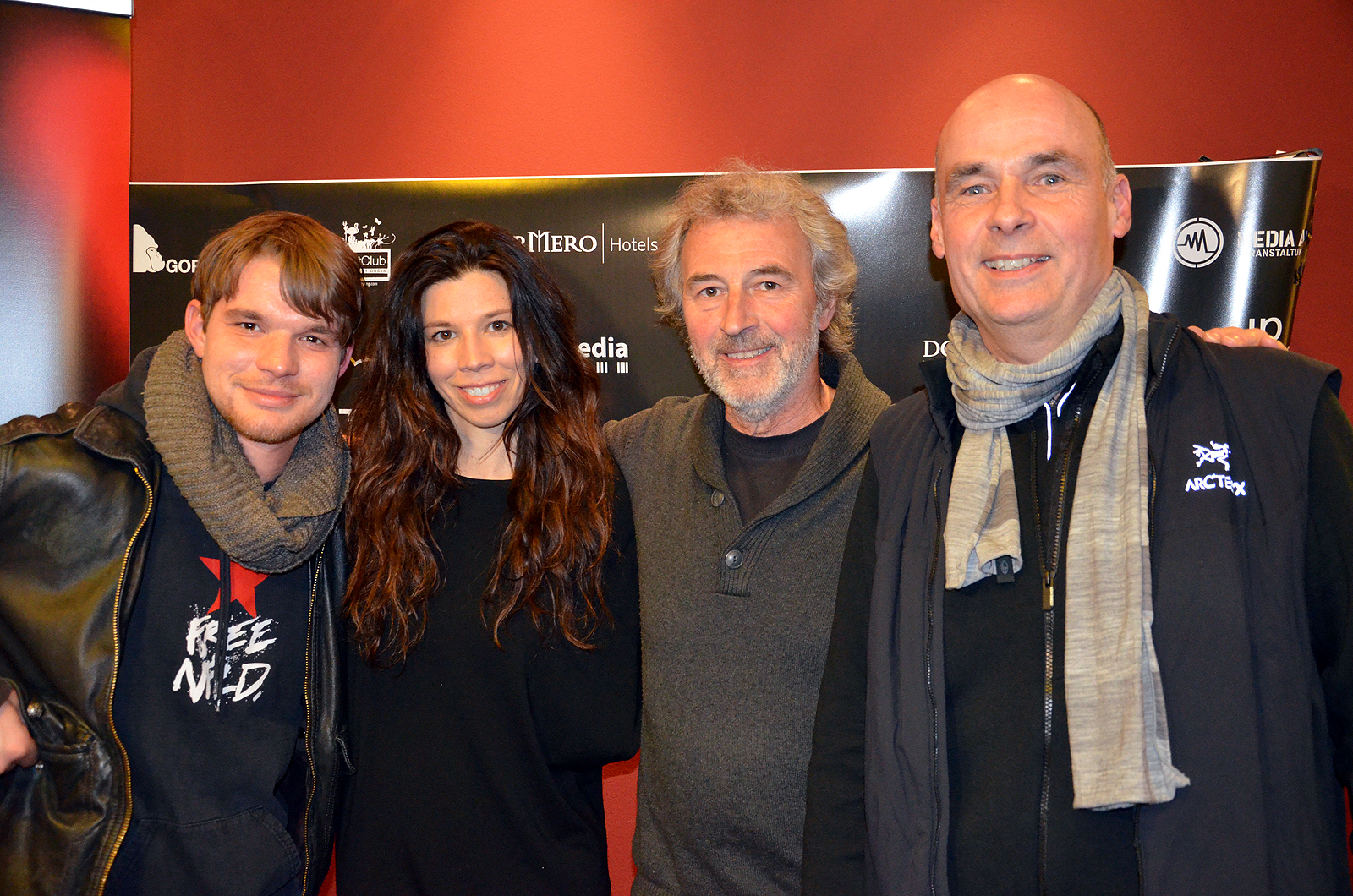
Tobias Schenke (links) in der Jury mit Franziska Stünkel, Karl Maier und Burkhard Inhülsen zum UND BITTE – Filmpreis 2013 in Hannover (2014)

Im März 2014 war Tobias Schenke Mitglied der Jury beim Und bitte - Filmpreis im Kino am Raschplatz in Hannover für den besten Kurzfilm 2013.
2013 spielte Tobias Schenke die männliche Hauptrolle in der Horrorsatire Gefällt Mir (Kinostart: 9. Oktober 2014).

## Filmografie (Auswahl)
- 1994: Geheim – oder was?!
- 1997: Knockin’ on Heaven’s Door
- 1998: Das merkwürdige Verhalten geschlechtsreifer Großstädter zur Paarungszeit
- 1998: Solo für Klarinette
- 1998: Schimanski – Rattennest
- 1999: Alles Bob
- 1999: Schlaraffenland
- 1999: Ein Fall für zwei – Tod eines Hackers
- 2000: Thrill – Spiel um dein Leben
- 2000: Harte Jungs
- 2000: Fußball ist unser Leben
- 2001: Polizeiruf 110 – Zerstörte Träume
- 2001: 100 Pro
- 2001: Tatort – Bestien
- 2002: Goebbels und Geduldig
- 2002: Knallharte Jungs
- 2002: Ein Leben lang kurze Hosen tragen
- 2002: Frühstück? (Kurzfilm)
- 2003: Alarm für Cobra 11 (Rock’n Roll als Johny)
- 2003: Der letzte Lude
- 2004: Kleinruppin forever
- 2005: Großstadtrevier – Blackout
- 2005: Die letzte Schlacht
- 2005: Die Patriarchin
- 2006: Der Untergang der Pamir
- 2006: Die ProSieben Märchenstunde: Tischlein deck dich
- 2006: Küss mich, Genosse!
- 2006: Mörderische Erpressung (TV-Krimi)
- 2007: Große Lügen!
- 2007: Tatort – Wem Ehre gebührt
- 2007: Der Alte – Folge 322: Jakob
- 2007: Tatort – Bienzle und sein schwerster Fall
- 2008: Das Feuerschiff
- 2008: Die Weisheit der Wolken
- 2008: Höhere Gewalt
- 2009: Must Love Death
- 2009: Polizeiruf 110 – Alles Lüge
- 2009: Der Seewolf
- 2009: Küstenwache: Blutsbrüder
- 2010: Tatort – Der Fluch der Mumie
- 2010: Alpha 0.7 – Der Feind in dir
- 2011: Der letzte Bulle (Fernsehserie) – Folge: Wer findet, der stirbt
- 2012: Tim Sander goes to Hollywood
- 2012–2016: Heiter bis tödlich: Akte Ex (Fernsehserie)
- 2014: Gefällt Mir
- 2015: Kartoffelsalat – Nicht fragen!
- 2015: Taxi
- 2016: Notruf Hafenkante (Fernsehserie, Folge Melody)
- 2019: Letzte Spur Berlin – Sommersonnenwende

## Hörspiel
- 2017: Die jungen Detektive – und der verfluchte Nachtwächter

## Diskografie
- 2003: Niemand hat gesagt (feat. Kane)
- 2010: Helden (Südstern feat. Tobias Schenke)

## Auszeichnungen
- 2001: DIVA-Award